# Tschornorudka
Tschornorudka (ukrainisch Чорнорудка; russisch Чернорудка Tschernorudka, polnisch Czarnorudka) ist ein Dorf im Südosten der ukrainischen Oblast Schytomyr mit etwa 704 Einwohnern (2022).

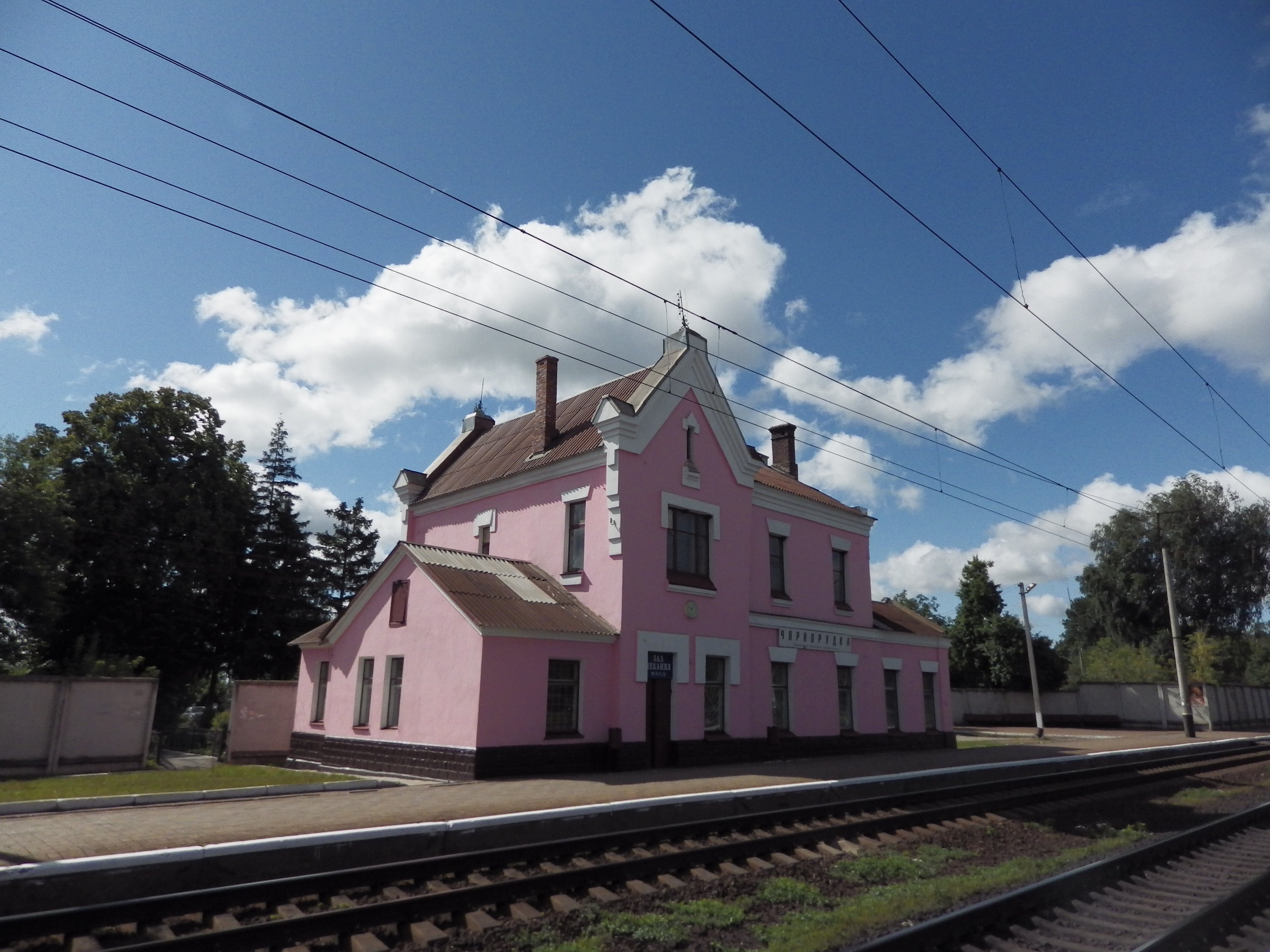
Bahnhofsgebäude Tschornorudka

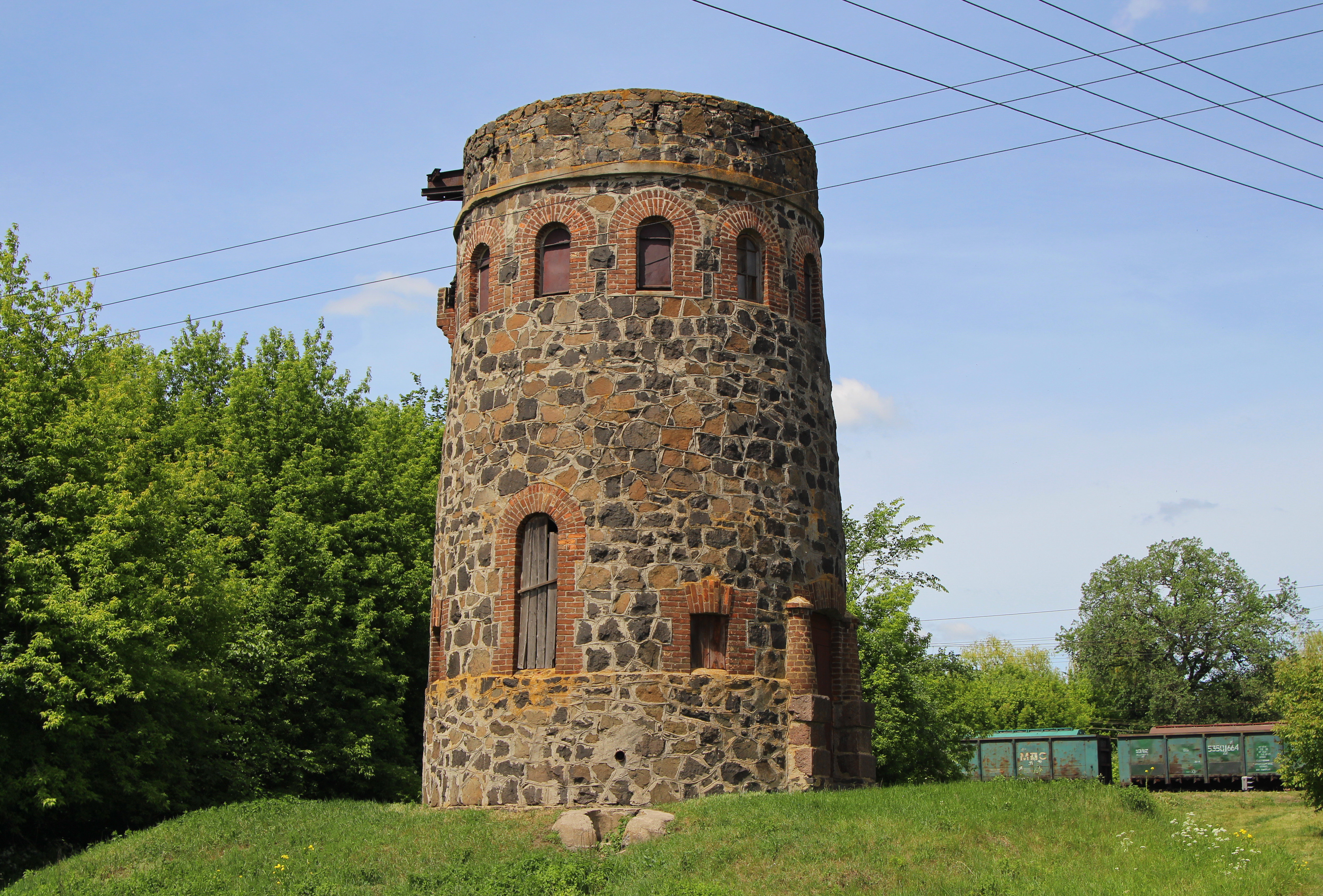
Wasserturm an der Bahnstation

Bei dem 1620 gegründeten Dorf wurde 1870 die Bahnstrecke Kosjatyn–Fastiw der Südwestbahn erbaut, deren zugehöriges Bahnhofsgebäude und Wasserturm noch heute erhalten sind.
Die Ortschaft liegt auf einer Höhe von 242 m am Ufer des Postil (Постіл), einem 31 km langen, linken Nebenfluss des Ros-Zuflusses Rostawyzja, 6 km westlich vom Gemeindezentrum Wtschorajsche, 20 km nordwestlich vom ehemaligen Rajonzentrum Ruschyn und etwa 60 km südöstlich vom Oblastzentrum Schytomyr.
Durch das Dorf verläuft die Territorialstraße T–06–06.
Am 31. Juli 2018 wurde das Dorf ein Teil der neugegründeten Landgemeinde Wtschorajsche bis dahin bildete es die gleichnamige Landratsgemeinde Tschornorudka (Чорнорудська сільська рада/Tschornorudska silska rada) im Norden des Rajons Ruschyn.
Am 17. Juli 2020 kam es im Zuge einer großen Rajonsreform zum Anschluss des Rajonsgebietes an den Rajon Berdytschiw.